# Tomás Alejo Concepción

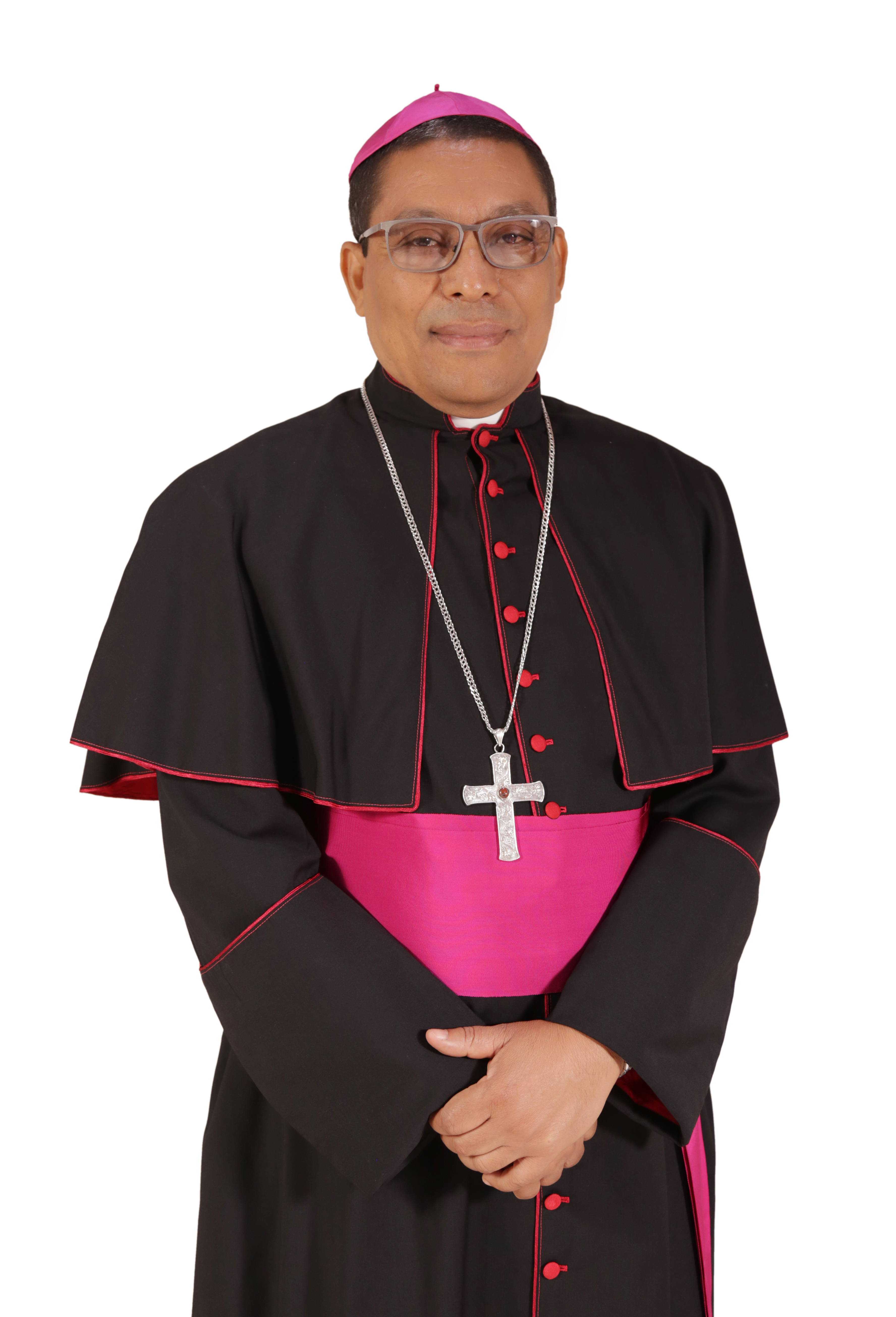
Tomás Alejo Concepción (2020)

Bischofswappen

Tomás Alejo Concepción (* 15. Juni 1963 in Santa Ana, Villa Tapia, La Vega, Dominikanische Republik) ist ein dominikanischer Geistlicher und römisch-katholischer Bischof von San Juan de la Maguana.

## Leben
Tomás Alejo Concepción studierte am päpstlichen Priesterseminar St. Thomas von Aquin und erwarb an der Päpstlichen Katholischen Universität „Mater et Magistra“ das Lizenziat in Theologie und Philosophie. Weitere Studien der Missionswissenschaft absolvierte er an der Universidad Intercontinental in Mexiko-Stadt. Am 7. August 1993 empfing er das Sakrament der Priesterweihe für das Bistum La Vega.
Neben Aufgaben in der Pfarrseelsorge war er Direktor der Päpstlichen Missionswerke im Bistum La Vega und Gründungsdirektor der Technischen Hochschule Erzbischof Juan Antonio Flores Santana. Zeitweise hatte er die Leitung des diözesanen liturgischen Amtes inne und war Bischofsvikar für die Diözesanverwaltung. Bis zu seiner Ernennung zum Bischof war er Pfarrer der Pfarrei Unserer Lieben Frau von Fátima.
Am 7. November 2020 ernannte ihn Papst Franziskus zum Bischof von San Juan de la Maguana. Die Bischofsweihe spendete ihm der Apostolische Nuntius in der Dominikanischen Republik, Erzbischof Ghaleb Moussa Abdalla Bader, am 16. Januar des folgenden Jahres. Mitkonsekratoren waren sein Amtsvorgänger José Dolores Grullón Estrella und der Bischof von San Francisco de Macorís, Fausto Ramón Mejía Vallejo. Der Wahlspruch von Bischof Alejo Concepción lautet "Contemplación, Comunión y Misión".